# Francis Méano
Francis Méano était un footballeur français né le 22 mai 1931 à Puyloubier (Bouches-du-Rhône), mort le 25 juin 1953 près de Witry-lès-Reims (Marne). Attaquant de poche (1,68 m), son poste de prédilection était ailier gauche.

## Biographie
Junior à Aix-en-Provence, Francis Méano est capitaine de l'équipe de France juniors qui remporte un tournoi international d'Amsterdam en avril 1949. Son ascension est rapide, il signe au Stade de Reims en août et fait partie de la « génération dorée » du club composée des Pierre Sinibaldi, Pierre Flamion, Pierre Bini, Raymond Kopa et du Néerlandais Bram Appel. Ensemble, ils font rapidement rayonner le club champenois sur le football français et européen de l'époque. 
Dès sa première saison chez les professionnels, Francis Méano est sélectionné en équipe de France B en octobre pour jouer contre le Luxembourg puis est sélectionné un mois plus plus tard dans les vingt-deux de l'équipe de France pour jouer le match d'appui des tours préliminaires à la Coupe du monde de football 1950 contre la Yougoslavie à Florence,. À la veille du départ pour l'Italie, l'intérieur gauche rémois gagne sa place de titulaire lors d'un entraînement contre le Racing Club de Paris. Il fait sa première sélection internationale lors de l'élimination des Bleus trois buts à deux après prolongations. Dans L'Équipe, Gabriel Hanot juge le benjamin de la rencontre, dix-huit ans et demi, « trop tendre pour un match de cette envergure » et le classe comme le plus mauvais joueur français de la rencontre.
À la fin de sa première saison avec Reims, il est un acteur du premier sacre du club en Coupe de France. Au stade de Colombes, il marque l'ouverture du score de la finale dans le succès deux buts à zéro face au Racing Club de Paris.
Méano cumule aussi les sélections en équipe de France junior, militaire, équipe de France B.
Le jeudi 25 juin 1953 au soir, Francis Méano décède brutalement dans un accident de la route entre Witry-lès-Reims et Isles-sur-Suippe. Sur la route nationale Reims-Rethel, un camion de l'entreprise de monuments funéraires Péchenard heurte frontalement la Citroën Traction Avant dans laquelle il est passager. L'accident fait six morts : le grand espoir du football français de 22 ans, sa femme d'un an son aînée, née Josiane Tourneur, son père Lucien Méano, 52 ans, le gardien de but troyen Antonio Abenoza ainsi que sa fiancée Mlle Klincier, et Georges Beauvais.

## Hommages
Une tribune du Stade Auguste-Delaune, à Reims, porte son nom.
Une rue du village de Puyloubier porte aussi son nom. En 2003, pour le 50e anniversaire de sa disparition, la commune a donné son nom au stade municipal au cours d'une manifestation à laquelle participaient l'équipe de l'OM Star Club et des anciens joueurs du Stade de Reims.
Le stade de Miramas porte son nom.

## Carrière
- 1947-1948 : SSMC Miramas
- 1948-1949 : AS Aix
- 1949-1953 : Stade de Reims[8]

## Palmarès
- Vainqueur de la Coupe Latine en 1953 avec le Stade de Reims
- Champion de France en 1953 avec le Stade de Reims
- Vainqueur de la Coupe de France en 1950 avec le Stade de Reims
- Champion d'Europe Juniors en 1949 avec l'équipe de France U-19
- 2 sélections en équipe de France A de 1949 à 1952
- International Junior, militaire, équipe de France B.